# Когновицький Олег Станіславович
Когновицький Олег Станіславович — учений-електротехнік, професор Петербурзької академії транспорту і зв'язку.

## Біографія
Народився 28 серпня 1938 р. у с. Лютенька, Гадяцького району, Полтавської області.
У 1955 р. вступив у Військову академію зв’язку ім. С. М. Будьонного (Санкт-Петербург).
У 1957 р. у наслідок скорочення збройних сил СРСР був переведений на третій курс Ленінградського електротехнічного інституту зв’язку ім. проф. М. О. Бонч-Бруєвича, навчання у якому завершив у 1960 р. (спеціальність «Телефонно-телеграфний зв’язок»).
У 1967 р. після закінчення аспірантури захистив кандидатську дисертацію.
У 1976 р. Олегу Когновицькому було присвоєно наукове звання доцента, а в 1993 р. — професора.
Протягом 1972–1979 рр. був деканом факультету автоматичного електрозв’язку, а з 1986 р. — завідувачем кафедри обробки та передачі дискретних повідомлень ЛЕІЗ ім. проф. М. О. Бонч-Бруєвича.
Олег Станіславович зробив великий внесок у галузь обробки рекурентних (зворотних) послідовностей над полем GF(pk) на основі двоїстого базису поля. Є автором понад 50 наукових праць, серед них — 17 авторських свідоцтв на винаходи, монографія «Двойственный базис и его применение в телекоммуникациях» і чотири навчальні посібники, присвячені циклічним перешкодостійким кодам та проблемі передачі даних цифровими каналами.